# Петришин, Наталья Михайловна
Наталья Михайловна Петришин (укр. Наталія Михайлівна Петришин; 1914 год, село Кизлов, Австро-Венгрия — дата смерти неизвестна, село Кизлов, Бусский район, Львовская область) — звеньевая колхоза имени Сталина Ново-Милятинского района Львовской области, Украинская ССР. Герой Социалистического Труда (1951).
Родилась в 1914 году в крестьянской семье в селе Кизлов. Трудилась в сельском хозяйстве. С 1947 года — рядовая колхозница, звеньевая колхоза имени Сталина (позднее — имени Ленина) Ново-Милятинского района в селе Кизлов.
В 1950 году звено Натальи Петришин собрало в среднем по 142,7 килограмма семян кок-сагыза с каждого гектара на участке площадью 2 гектара. Указом Президиума Верховного Совета СССР от 6 апреля 1951 года за получение в 1950 году высокого урожая семян кок-сагиза удостоена звания Героя Социалистического Труда с вручением ордена Ленина и золотой медали «Серп и Молот».
После выхода на пенсию проживала в родном селе.